# Bramshill
Bramshill is een civil parish in het bestuurlijke gebied Hart, in het Engelse graafschap Hampshire.
Bramshill is bekend van de politieacademie.